# Feketeszárnyú özvegypinty
A feketeszárnyú özvegypinty vagy lángszínű szövőmadár (Euplectes hordeaceus) a madarak (Aves) osztályának a verébalakúak (Passeriformes) rendjéhez, ezen belül a szövőmadárfélék (Ploceidae) családjához tartozó faj.

## Rendszerezése
A fajt Carl von Linné svéd természettudós írta le 1758-ban, a Loxia nembe Loxia hordeacea néven.

## Alfajai
- Euplectes hordeaceus craspedopterus (Bonaparte, 1850) - Dél-Szudán, Etiópia délnyugati része, Uganda és nyugat-Kenya
- Euplectes hordeaceus hordeaceus (Linnaeus, 1758) - Mauritánia, Szenegál és onnan egy széles sávban keletre Szudán nyugati részéig, valamint a Kongói Demokratikus Köztársaság, Angola, Tanzánia, Mozambik és Zimbabwe [2]

## Előfordulása
Afrikában,a Szahara alatti területeken honos. Természetes élőhelyei a szubtrópusi és trópusi síkvidéki esőerdők, száraz gyepek és cserjések, valamint szántóföldek. Állandó, nem vonuló faj.

## Megjelenése
Testhossza 12 centiméter, testtömege 17-29 gramm.
|  |  |

## Természetvédelmi helyzete
Az elterjedési területe rendkívül nagy, egyedszáma pedig stabil. A Természetvédelmi Világszövetség Vörös listáján nem fenyegetett fajként szerepel.